# Cyananthus microphyllus
Cyananthus microphyllus là loài thực vật có hoa trong họ Hoa chuông. Loài này được Edgew. mô tả khoa học đầu tiên năm 1851.